# モリアブラコウモリ
モリアブラコウモリ（森油蝙蝠、Pipistrellus endoi）は、日本に生息するコウモリの一種である。

## 分布
日本固有種で、本州及び四国に生息する。本種は森に生息しているが、季節により山麓地などでは同属のアブラコウモリと採餌場所が重なる事もあり、観察、識別には要注意である。

## 形態
前腕長31 - 34mm、頭胴長43 - 53mm、尾長34 - 40mm。体重5 - 9g。
アブラコウモリと酷似した大きさ、外観である。皮膜は酷褐色で、体毛は背面が濃い橙褐色、腹部が黄褐色となる。皮膜、体毛のいずれもアブラコウモリより濃色である。上顎犬歯が短く細く、後方の突起が大きいという形態も異なる点である。また陰茎骨の形態も異なっており、本種が直状であるのに対し、アブラコウモリはS字に湾曲している、

## 生態
捕獲された個体が少ない為に、生態の詳細は判明していない。天然林などに生息しており、ブナ、スギなどの樹洞をねぐらや出産哺育の為のコロニーの形成場所としていることが観察されている。飛行高度は樹幹部 - 森林低層部。
触れられると毛を逆立てて威嚇するなど、気性は荒い。

## 捕獲制限
「鳥獣の保護及び管理並びに狩猟の適正化に関する法律」第2条4項の規程により、「鳥獣の保護及び管理並びに狩猟の適正化に関する法律施行規則」第1条2項で環境省令で定める鳥獣として、別表第一の希少鳥獣に指定されていることから、学術研究の目的、鳥獣の保護又は管理の目的その他環境省令で定める目的により、環境大臣の許可を受けずに捕獲することは禁止されている。

## 保全状態評価
NEAR THREATENED (IUCN Red List Ver. 3.1 (2001))
絶滅危惧IB類 (EN)（環境省レッドリスト）